# جوانه اندام
جوانه اندام (انگلیسی: Limb bud) سازه‌ای است که در ابتدای پیدایش اندام، ایجاد می‌شود. این فرایند در اثر یک واکنش بین برون‌پوست و میان‌پوست آغاز می‌شود و به سرعت در طول زمانی حدود چهار هفته از آغاز رشد، شکل می‌گیرد.